# Bandfiskar
Bandfiskar (Cepolidae) är en familj i underordningen abborrlika fiskar (Percoidei). Dessa fiskar som huvudsakligen är rödaktiga lever på havsbotten i östra Atlanten, Indiska oceanen och västra Stilla havet. Det finns fem släkten med 23 arter som blir 10 till 70 centimeter långa.
Bandfiskarna har bandformad kropp, ett stort antal kotor och förlängd rygg- och analfena.
Alla bandfiskar livnär sig av djurplankton. De lämnar sina ägg i öppna havsområden.

## Släkten
- Acanthocepola
- Cepola
- Owstonia
- Pseudocepola
- Sphenanthias